# Новые Хоменки
Новые Хоменки (укр. Нові Хоменки; до 2016 года — Чапаево, укр. Чапаєве ) — село на Украине, находится в Шаргородском районе Винницкой области.
Код КОАТУУ — 0525388302. Население по переписи 2001 года составляет 308 человек. Почтовый индекс — 23544. Телефонный код — 4344.
Занимает площадь 5 км².

## Адрес местного совета
23544, Винницкая область, Шаргородский р-н, с. Хоменки, ул. Ивана Цурканя, 47